# Académie royale d’architecture
Die Académie royale d’architecture oder Königliche Bauakademie wurde am 30. Dezember 1671 auf Betreiben des Ministers Jean-Baptiste Colbert von Ludwig XIV. in Paris (Frankreich) gegründet und nach dem Ausbruch der Französischen Revolution im Jahr 1793 vom Nationalkonvent aufgehoben.
Ihr erster Direktor war der Architekt und Theoretiker François Blondel (1618–1686), Architekt der Stadt Paris.
Die Akademie war die maßgebliche Instanz in allen Fragen der Baukunst und eine bedeutende Ausbildungsstätte in der Stadt. Darüber hinaus wurden Wettbewerbe ausgerichtet und Architekturpreise verliehen, darunter seit 1720 einen Ersten Preis, dem in der Regel ein königliches Rom-Stipendium folgte (im 19. Jahrhundert Prix de Rome).
Im Jahr 1803 wurde die Académie d’architecture in die neu gegründete Académie des beaux-arts integriert, die mit vier weiteren Akademien zum Institut de France gehört.

## Direktoren
- 1672–1686: François Blondel
- 1687–1736: Robert de Cotte
- 1736–1743: Jacques V Gabriel
- 1743–1782: Ange-Jacques Gabriel
- 1783–1793: Richard Mique